# قسط مكتسب
قسط مكتسب أو قسط تامين مكتسب (بالإنجليزية:Earned premium) هي جزء من قسط التأمين المدفوع إلى شركة التأمين عن المدة التي انقضت منذ بدء بوليصة التأمين ن والتي خلالها كانت الشركة معرضة للخسارة.
وعلى سبيل المثال: إذا كانت بوليصة التأمين سارية لمدة 365 ومضى منها 120 يوما وقسطها مدفوع مقدما، تعتبر الشركة 120/365 من قسط التأمين مكتسب لها، في حين أن نسبة قسط التأمين المقدرة ب 245/365 من القسط فهي لم تكتسب بعد. وتختلف طريقة الحساب بحسب نوع لبوليصة حيث يمكن أن تدفع أقساط التـامين سهريا، أو كل ثلاثة أشهر، أو أي تعاقد آخر غير الدفع المقدم.
ويلزم القانون في الولايات المتحدة الأمريكية شركات التأمين على الحياة والممتلكات بحفظ احطيطيا لتغطية الجزء الغير مكتسب من بوليصاتها.

## اقرأ أيضًا
- تأمين
- تأمين على ممتلكات
- تأمين ضد البطالة
- تعويضات البطالة
- صاحب بوليصة تأمين
- ضمان أمانة

## وصلات خارجية
- Insurance.cch.com glossary entry for earned premium